# Roman Tomaszewski (szachista)
Roman Tomaszewski (ur. 16 maja 1960 w Częstochowie) – polski szachista, mistrz międzynarodowy od 1984 roku.

## Kariera szachowa
W roku 1977 zdobył tytuł mistrza Polski juniorów do 17 lat. W roku 1978 zwyciężył w międzynarodowym turnieju w Jeleniej Górze, zdobył brązowy medal mistrzostw Polski w szachach błyskawicznych oraz reprezentował Polskę na mistrzostwach świata juniorów do 20 lat w Grazu. W połowie lat osiemdziesiątych należał do czołówki polskich szachistów, co potwierdził w roku 1987 we Wrocławiu, zdobywając tytuł wicemistrza Polski. Łącznie (w latach 1979–1988) sześciokrotnie wystąpił w finałowych turniejach o mistrzostwo kraju. Dwukrotnie (w latach 1980 i 1987) wystąpił w memoriałach Akiby Rubinsteina w Polanicy-Zdroju. W 1983 r. zdobył srebrny medal drużynowych mistrzostw Polski, był również trzykrotnym medalistą drużynowych mistrzostw Polski w szachach błyskawicznych (złotym – 1982 oraz dwukrotnie brązowym – 1983, 1984), wszystkie drużynowe medale zdobywając w barwach klubu Skra Częstochowa.
Najwyższy ranking w karierze osiągnął 1 stycznia 1979 r., z wynikiem 2435 punktów dzielił wówczas 3-4. miejsce wśród polskich szachistów.
Od 1991 r. w znacznym stopniu ograniczył swoją turniejową aktywność, praktycznie występując tylko w drużynowych zawodach w Niemczech i w Polsce.